# Луцюань-Ї-Мяоський автономний повіт
25°33′25″ пн. ш. 102°28′00″ сх. д. / 25.55707° пн. ш. 102.46657° сх. д.
Луцюань-Ї-Мяоський автономний повіт (кит. 禄劝彝族苗族自治县, пін. Lùquàn Yízú Miáozú Zìzhìxiàn) — один із повітів КНР у складі префектури Куньмін, провінція Юньнань. Адміністративний центр — містечко Піншань.

## Географія
Луцюань-Ї-Мяоський автономний повіт у середньому лежить на висоті близько 1660 метрів над рівнем моря на заході Юньнань-Гуйчжоуського плато. Північним кордоном повіту слугує річка Цзіньша.

### Клімат
Повіт знаходиться у зоні, котра характеризується океанічним кліматом субтропічних нагір'їв. Найтепліший місяць — червень із середньою температурою 21,6 °C. Найхолодніший місяць — січень, із середньою температурою 8,7 °С.
| Клімат повіту Луцюань-Ї-Мяо                        | Клімат повіту Луцюань-Ї-Мяо | Клімат повіту Луцюань-Ї-Мяо | Клімат повіту Луцюань-Ї-Мяо | Клімат повіту Луцюань-Ї-Мяо | Клімат повіту Луцюань-Ї-Мяо | Клімат повіту Луцюань-Ї-Мяо | Клімат повіту Луцюань-Ї-Мяо | Клімат повіту Луцюань-Ї-Мяо | Клімат повіту Луцюань-Ї-Мяо | Клімат повіту Луцюань-Ї-Мяо | Клімат повіту Луцюань-Ї-Мяо | Клімат повіту Луцюань-Ї-Мяо | Клімат повіту Луцюань-Ї-Мяо |
| Показник                                           | Січ.                        | Лют.                        | Бер.                        | Квіт.                       | Трав.                       | Черв.                       | Лип.                        | Серп.                       | Вер.                        | Жовт.                       | Лист.                       | Груд.                       | Рік                         |
| Середній максимум, °C                              | 17,5                        | 20,3                        | 23,6                        | 26,4                        | 27,4                        | 27,3                        | 26,6                        | 26,9                        | 25,3                        | 22,8                        | 20                          | 17,1                        | 23,4                        |
| Середня температура, °C                            | 8,7                         | 11,4                        | 14,7                        | 18                          | 20,5                        | 21,6                        | 21,1                        | 20,7                        | 19,2                        | 16,6                        | 12,2                        | 8,9                         | 16,1                        |
| Середній мінімум, °C                               | 2,1                         | 3,9                         | 7                           | 10,5                        | 14,7                        | 17,7                        | 17,9                        | 17,1                        | 15,8                        | 13                          | 7,1                         | 3,3                         | 10,8                        |
| Норма опадів, мм                                   | 21.4                        | 9.7                         | 14.5                        | 25.5                        | 81.1                        | 169.5                       | 219.1                       | 150.3                       | 119.3                       | 89.8                        | 29.6                        | 10.9                        | 940.7                       |
| Вологість повітря, %                               | 69                          | 59                          | 54                          | 56                          | 63                          | 75                          | 82                          | 82                          | 82                          | 81                          | 78                          | 75                          | 71                          |
| -------------------------------------------------- | --------------------------- | --------------------------- | --------------------------- | --------------------------- | --------------------------- | --------------------------- | --------------------------- | --------------------------- | --------------------------- | --------------------------- | --------------------------- | --------------------------- | --------------------------- |
| Джерело: Дані метеостанції №56775 (КНР, 1991-2020) |                             |                             |                             |                             |                             |                             |                             |                             |                             |                             |                             |                             |                             |